# 懿氏妻
懿氏妻（?—?），春秋时期女性卜者。
懿氏要把女儿嫁给陈国的公子陈完（敬仲），让妻子占卜吉凶。懿氏妻占卜，说：“吉。凤凰在飞翔，和鳴之声嘹亮。妫姓的后代，將在姜齐长成。第五代就要昌盛，官位相当于正卿。八代以后，无人可与其争衡。”